# ジュウモンジシダ
ジュウモンジシダは、山間部で見られるやや小型のシダ植物である。葉の形が十字型に見えるのでこの名がある。

## 特徴
ジュウモンジシダ Polystichum tripteron (Kunze) Presl  は、シダ植物門オシダ科イノデ属のシダの一つで、この属では小柄な方である。山間部では普通なシダである。夏緑性だが、暖地では冬も葉がきれいに残る。
茎は短く、ほぼ直立し、一面に鱗片がある。葉は多数を出す。葉柄は長さ15-35cm、やや斜めに立ち、薄い鱗片がまばらに圧着する。葉はやや斜めに出て、葉身はほぼ水平になる。上から見るとロゼット状に見える。
葉身は長さ20-50cm、大きく三方向に出る。葉柄の延長方向に出る主軸は最も長く、全体が単羽状複葉となっている。全体の形としては三角形に近い長楕円形で、先端は細くとがる。おのおのの裂片は全体に細長い三角形で、長さは3-5cm、先端は次第に葉身の先端方向へ流れ、ややとがる。基部は先端側に耳状にとがる。先にゆくにつれてこの裂片は次第に小さくなり、次第に鋸状の鋸歯のある細長い裂片になる。
この部分の基部から両側にほぼ直角に一対の軸がのび、それぞれに単羽状複葉のずっと小さな羽片となる。あるいは全体に単羽状複葉で、基部の一対のみがやや発達して単羽状に分かれる、といった方がいいかも知れない。この部分が突出するため、葉全体を見ると十文字に見える、というのが和名の由来である。なお、幼植物で葉の小さいうちは最下の羽片が発達せず、全体に単羽状複葉となっている。
個々の裂片はやや厚みがある草質、黄緑色でつやがない。裏側や軸にはまばらに鱗片をつける。胞子嚢群は葉裏のあちこちに散在するか、中肋の両側にやや列をなす。

## 生育環境
森林内にはえる。特に、渓流周辺の平坦地によく見られる。

## 分布
日本では北海道から九州まで分布し、各地で普通に見られる。国外では朝鮮から中国東部、ロシア東部にわたる。

## 変異
標準的な大きさに育っても十文字にならず、単羽状複葉のままのものがあり、これをヒトツバジュウモンジシダ var. simplicissimum Tagawa という。ただし、これが遺伝的な型として成立するのかについては不明であり、特に変種として取り上げない場合も多い。裂片の切れ込みが深いものをオオシュモクシダ f. subbipinnatum H. Ito といい、また最下の単羽状の羽片がもう一対出るものをトリアシシュモクシダ f. pedatiforme Akasawa というが、いずれも特に取り上げないことが多い。

## 近似種
同属にもそれ以外にもあまり似たものがなく、判別のしやすいシダである。
大隅半島南部から琉球列島にはタイワンジュウモンジシダ P. hancockii (Hance) Diels がある。これも同じように葉が十文字型になるのでその名がある。裂片はこちらの方が遙かに小さく、せいぜい3cm、普通はそれより小さい。また、葉数も少なく、葉質はやや革質である。葉形では最下の羽片も申し訳程度に単羽状になるくらいで、見た目はずいぶん異なっている。より渓流に近いところに見られる。国外では中国南部と台湾から知られる。